# World Power
World Power è il primo album in studio del gruppo musicale tedesco Snap!, pubblicato il 15 maggio 1990 dalla Logic Records.

## Tracce
1. The Power – 5:44
2. Ooops Up – 6:42
3. Cult of Snap – 5:21
4. Believe the Hype – 4:50
5. I'm Gonna Get You (To Whom It May Concern) – 5:20
6. Witness the Strength – 4:57
7. Mary Had a Little Boy – 4:53
8. Blasé Blasé – 4:30
9. Only Human – 3:11
10. The Power (Jungle Fever Mix) – 7:23

## Classifiche

### Classifiche settimanali
| Classifica (1990/91) | Posizione massima |
| -------------------- | ----------------- |
| Australia            | 25                |
| Austria              | 4                 |
| Germania             | 7                 |
| Italia               | 24                |
| Nuova Zelanda        | 2                 |
| Paesi Bassi          | 11                |
| Regno Unito          | 10                |
| Stati Uniti          | 30                |
| Svezia               | 20                |
| Svizzera             | 4                 |

### Classifiche di fine anno
| Classifica (1990) | Posizione |
| ----------------- | --------- |
| Austria           | 11        |
| Germania          | 30        |
| Paesi Bassi       | 52        |
| Stati Uniti       | 80        |
| Svizzera          | 10        |
| Classifica (1991) | Posizione |
| Germania          | 68        |
| Nuova Zelanda     | 38        |